# ریوا لیگوره
ریوا لیگوره (به ایتالیایی: Riva Ligure) یک کومونه در ایتالیا است که در استان ایمپریا واقع شده‌است. ریوا لیگوره ۲٫۱ کیلومتر مربع مساحت و ۲٬۸۳۰ نفر جمعیت دارد.